# Province of South Carolina

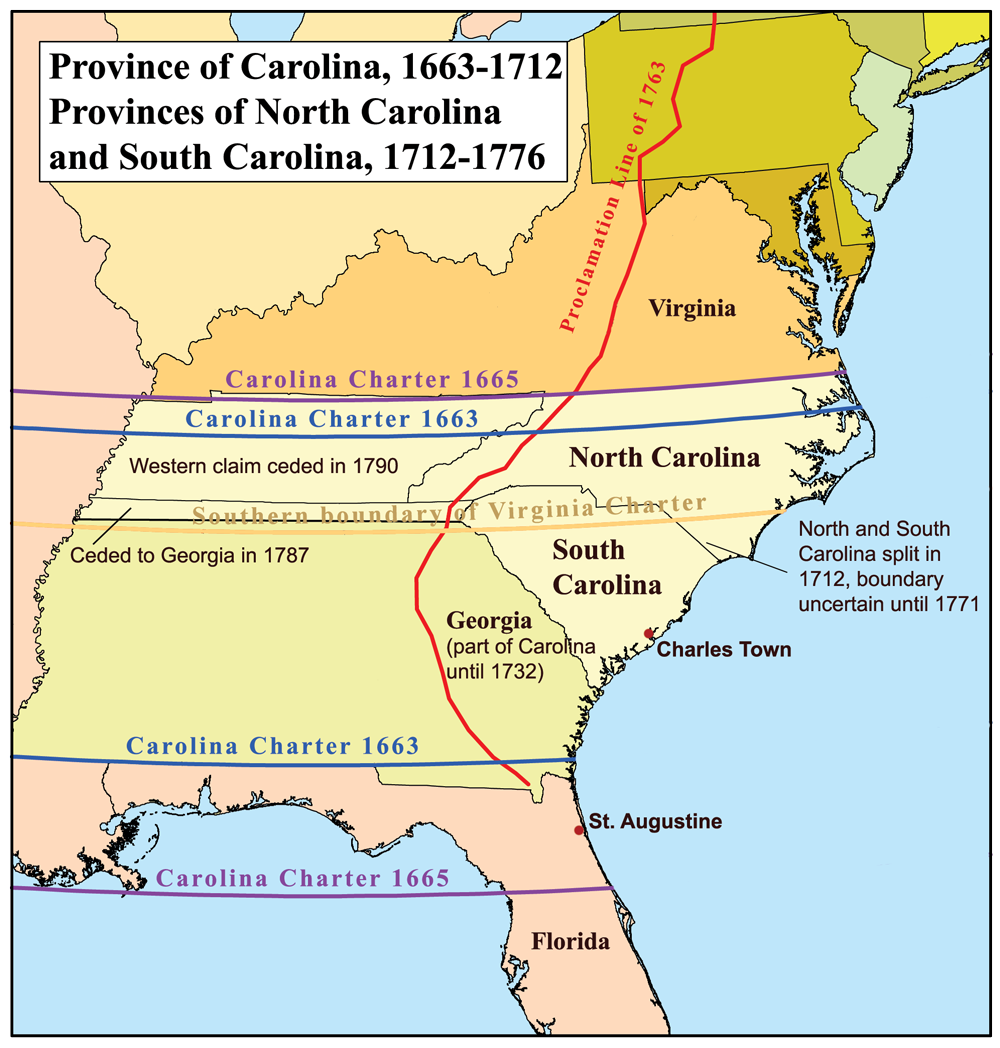
Grenzen der Provinz Carolina (bzw. North und South Carolina) zwischen 1663 und 1776

Die Province of South Carolina (1710–1776) war eine der Dreizehn Kolonien in Nordamerika, die sich 1776 in der Unabhängigkeitserklärung der Vereinigten Staaten vom Königreich Großbritannien lossagten.

## Geschichte
Die von Karl II. von England nach seinem Vater benannte Provinz Carolina wurde 1663 gegründet und an acht Personen übergeben (die sogenannten Lords Proprietor), die ihm geholfen hatten, den englischen Thron zu besteigen. De facto kam es 1710/12 zur Trennung der Verwaltung für die Province of North Carolina und South Carolina. Zu jeweils eigenen königlichen Kolonien wurden die beiden Carolinas aber erst 1729, als die Lords Proprietor ihre Interessen an die Krone verkauften.
South Carolina erklärte am 15. März 1776 seine Unabhängigkeit von Großbritannien und ratifizierte am 5. Februar 1778 als erster Staat die Konföderationsartikel, die erste Verfassung der Vereinigten Staaten. Am 23. Mai 1788 wurde South Carolina als achter Bundesstaat in die Vereinigten Staaten von Amerika aufgenommen.

## Die Gouverneure der Province of South Carolina
Zwischen 1670 und 1776 hatten folgende Personen das Amt des Gouverneurs der Kolonie bzw. bis etwa 1712 des südlichen Teils der Provinz Carolina inne:
- William Sayle (15. März 1670 – 4. März 1671)
- Joseph West (4. März 1671 – 19. April 1672), erste Amtszeit
- John Yeamans (19. April 1672 – August 1674)
- Joseph West (13. August 1674 – Oktober 1682), zweite Amtszeit
- Joseph Morton (Oktober 1682 – August 1684), erste Amtszeit
- Richard Kyrle (August 1684)
- Joseph West (30. August 1684 – 1. Juli 1685), dritte Amtszeit
- Robert Quary (Juli 1685 – Oktober 1685)
- Joseph Morton (Oktober 1685 – November 1686), zweite Amtszeit
- James Colleton (November 1686 – 1690)
- Seth Sothel (1690 – 1692)
- Philip Ludwell (11. April 1692 – Mai 1693)
- Thomas Smith (Mai 1693 – 16. November 1694)
- Joseph Blake (November 1694 – 17. August 1695), erste Amtszeit
- John Archdale (17. August  1695 – 29. Oktober 1696)
- Joseph Blake (29. Oktober 1696 – 7. September 1700), zweite Amtszeit
- James Moore (11. September 1700 – März 1703)
- Nathaniel Johnson (März 1703 – 26. November 1709)
- Edward Tynte (26. November 1709 – 26. Juni 1710)
- Robert Gibbes (Juni 1710 – 19. März 1712)
- Charles Craven (19. März 1712 – 23. April 1716)
- Robert Daniell (25. April 1716 – 1717)
- Robert Johnson (1717 – 21. Dezember 1719), erste Amtszeit
- James Moore II (21. Dezember 1719 – 30. Mai 1721)
- Francis Nicholson (30. Mai 1721 – 7. Mai 1725), ging 1725 nach England,
- Arthur Middleton  (7. Mai 1725 – 15. Dezember 1730), kommissarisch
- Robert Johnson (15. Dezember 1730 – 3. Mai 1735), zweite Amtszeit
- Thomas Broughton (3. Mai 1735 – 22. November 1737), kommissarisch nach Johnsons Tod
- William Bull (22. November 1737 – 17. Dezember 1743), kommissarisch nach Broughtons Tod
- Samuel Horsey, wurde im Jahr 1738 ernannt, trat das Amt aber nicht an
- James Glen (17. Dezember 1743 – 1. Juni 1756), ernannt 1738, kam aber erst 1743 an
- William Lyttelton (1. Juni 1756 – 5. April 1760)
- Thomas Pownall, ernannt 1760, trat das Amt aber nicht an
- William Bull II (5. April 1760 – 22. Dezember 1761), erste Amtszeit
- Thomas Boone (22. Dezember 1761 – 14. Mai 1764)
- William Bull II (Mai 1764 – Juni 1766), zweite Amtszeit
- Charles Montagu (12. Juni 1766 – Mai 1768), erste Amtszeit
- William Bull II (Mai 1768 – 30. Oktober 1768), dritte Amtszeit (kommissarisch)
- Charles Montagu (30. Oktober 1768 – 31. Juli 1769), zweite Amtszeit
- William Bull II (31. Juli 1769 – 15. September 1771), vierte Amtszeit (kommissarisch)
- Charles Montagu (15. September 1771 – 6. März 1773), dritte Amtszeit
- William Bull II (6. März 1773 – 18. Juni 1775), fünfte Amtszeit (kommissarisch)
- William Campbell (18. Juni 1775 – 15. September 1775), floh nach England
- Henry Laurens  (1775 – 1776), als Präsident des Sicherheitskomitees von South Carolina

Bis 1719 wurden die Gouverneure vom Lord Proprietor bzw. einem Rat der Kolonisten ernannt. Seit 1719 erfolgte die Ernennung durch die britische Staatsregierung bzw. das Board of Trade.